# Bảo tàng Reina Sofía
Museo Nacional Centro de Arte Reina Sofía ("Queen Sofia National Museum Art Centre"; MNCARS) là bảo tàng quốc gia của Tây Ban Nha về nghệ thuật thế kỷ 20. Bảo tàng chính thức được khánh thành vào ngày 10 tháng 9 năm 1990, và được đặt tên theo Nữ hoàng Sofía. Bảo tàng nằm ở Madrid, gần ga xe lửa Atocha và metro, ở đầu phía nam của cái gọi là Tam giác vàng nghệ thuật (nằm dọc theo Paseo del Prado và cũng bao gồm Museo del Prado và Museo Thyssen-Bornemisza).
Bảo tàng chủ yếu dành riêng cho nghệ thuật Tây Ban Nha. Điểm nổi bật của bảo tàng bao gồm các bộ sưu tập tuyệt vời của hai họa sỹ bậc thầy vĩ đại nhất thế kỷ 20 của Tây Ban Nha, Pablo Picasso và Salvador Dalí. Kiệt tác nổi tiếng nhất trong bảo tàng là bức tranh Guernica năm 1937 của Picasso. Cùng với bộ sưu tập phong phú, bảo tàng cung cấp một hỗn hợp các cuộc triển lãm tạm thời trong nước và quốc tế tại nhiều phòng trưng bày, khiến nó trở thành một trong những bảo tàng lớn nhất về nghệ thuậ thiện đại và đương đại. Năm 2020, do đại dịch COVID-19, nó chỉ thu hút 1.248.480 du khách, giảm 72% so với năm 2019, nhưng vẫn đứng thứ sáu trong danh sách các bảo tàng nghệ thuật được ghé thăm nhiều nhất trên thế giới.
Bảo tàng cũng có một thư viện miễn phí truy cập chuyên về nghệ thuật, với bộ sưu tập hơn 100.000 cuốn sách, hơn 3.500 bản ghi âm và gần 1.000 video.

## Bộ sưu tập tranh

Pablo Picasso, 1937, Guernica, tranh sơn dầu trên vải, 349.3 × 776.6 cm

Bảo tàng chủ yếu dành riêng cho nghệ thuật Tây Ban Nha. Điểm nổi bật của bảo tàng bao gồm các bộ sưu tập tuyệt vời của hai bậc thầy vĩ đại nhất thế kỷ 20 của Tây Ban Nha là Pablo Picasso và Salvador Dalí. Chắc chắn, kiệt tác nổi tiếng nhất trong bảo tàng là bức tranh Guernica của Picasso. Bộ sưu tập Reina Sofía có các tác phẩm của các nghệ sĩ như Joan Miró, Eduardo Chillida, Pablo Gargallo, Julio González, Luis Gordillo, Juan Gris, José Gutiérrez Solana, Lucio Muñoz, Jorge Oteiza, Julio Romero de Torres, Pablo Serrano, và Antoni Tàpies.
Nghệ thuật quốc tế thể hiện trong bộ sưu tập bao gồm các tác phẩm của Francis Bacon, Joseph Beuys, Pierre Bonnard, Georges Braque, Alexander Calder, Robert Delaunay, Max Ernst, Lucio Fontana, Sarah Grilo, Damien Hirst, Donald Judd, Vasily Kandinsky, Paul Klee, Yves Klein, Fernand Léger, Jacques Lipchitz, René Magritte, Henry Moore, Bruce Nauman, Gabriel Orozco, Nam June Paik, Man Ray, Diego Rivera, Mark Rothko, Julian Schnabel, Richard Serra, Cindy Sherman, Clyfford Still, Yves Tanguy, và Wolf Vostell.

## Bộ dưu tập tranh

Pablo Picasso, 1912, Les oiseaux morts (Los pájaros muertos), tranh sơn dầu trên vải, 46 x 65 cmPablo Picasso, 1912, Les oiseaux morts (Los pájaros muertos), tranh sơn dầu trên vải, 46 x 65 cm
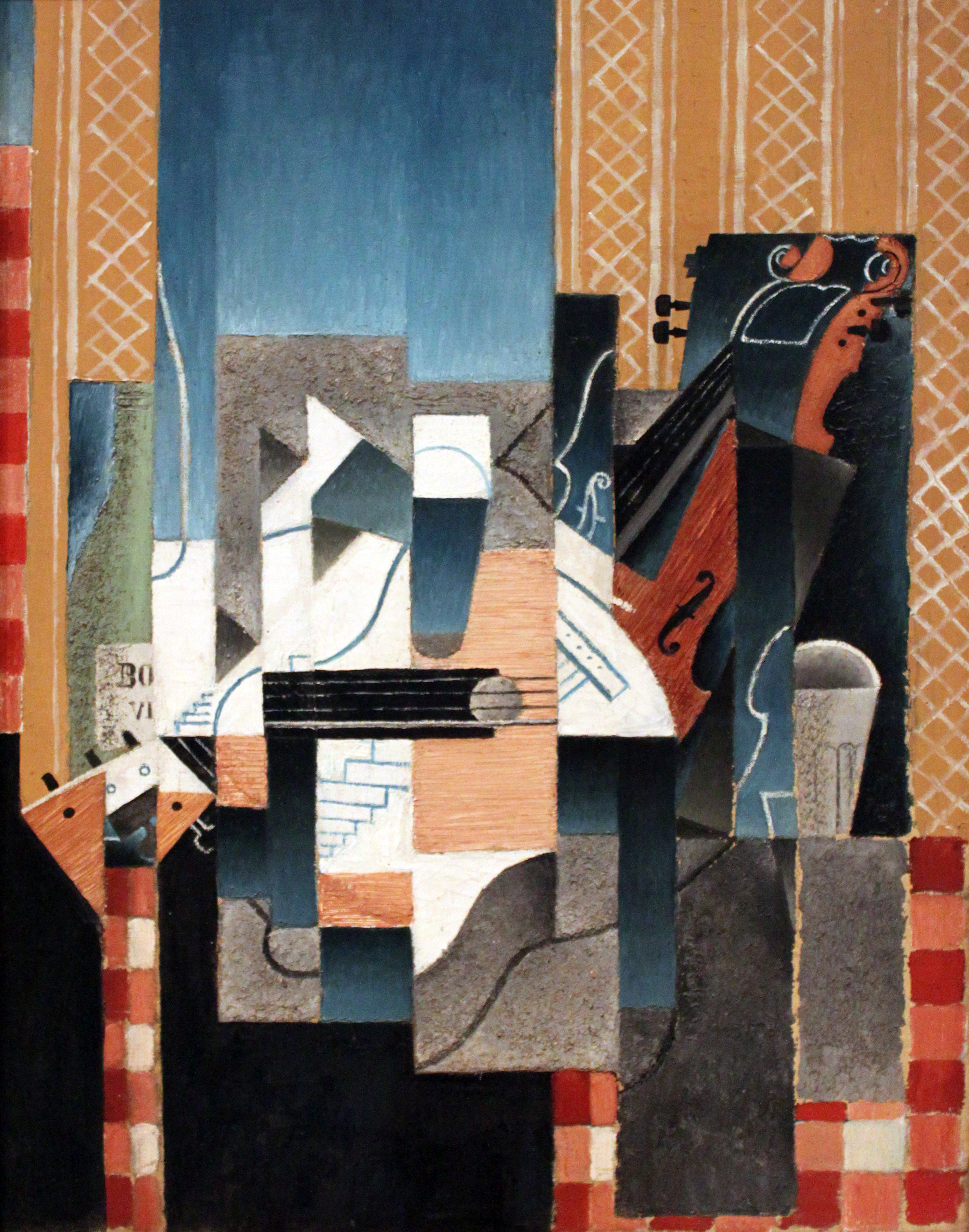
Juan Gris, 1913, Violin and Guitar, tranh sơn dầu trên vải, 81 x 60 cm
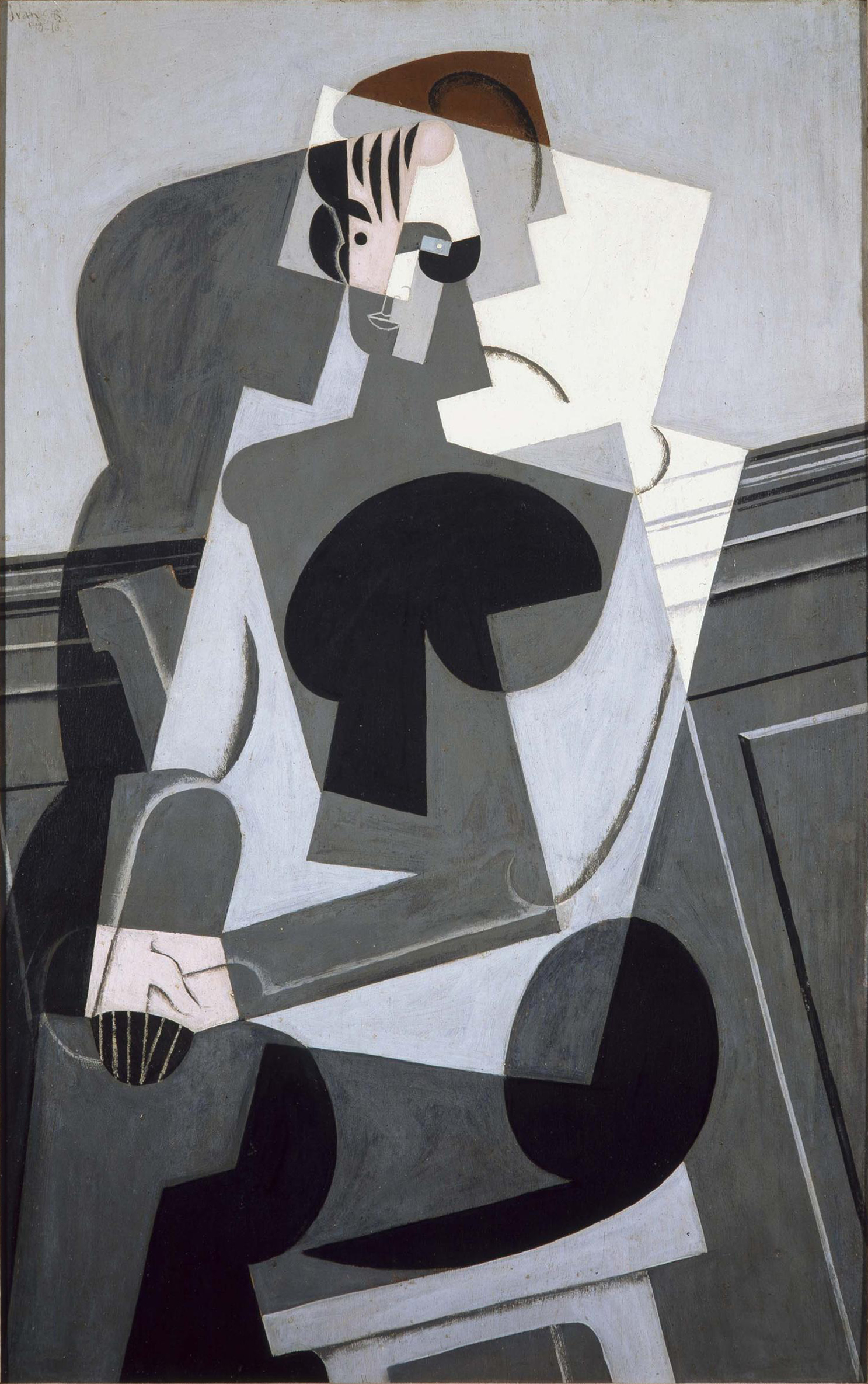
Juan Gris, October 1916, Portrait of Josette, tranh sơn dầu trên vải, 116 x 73 cm
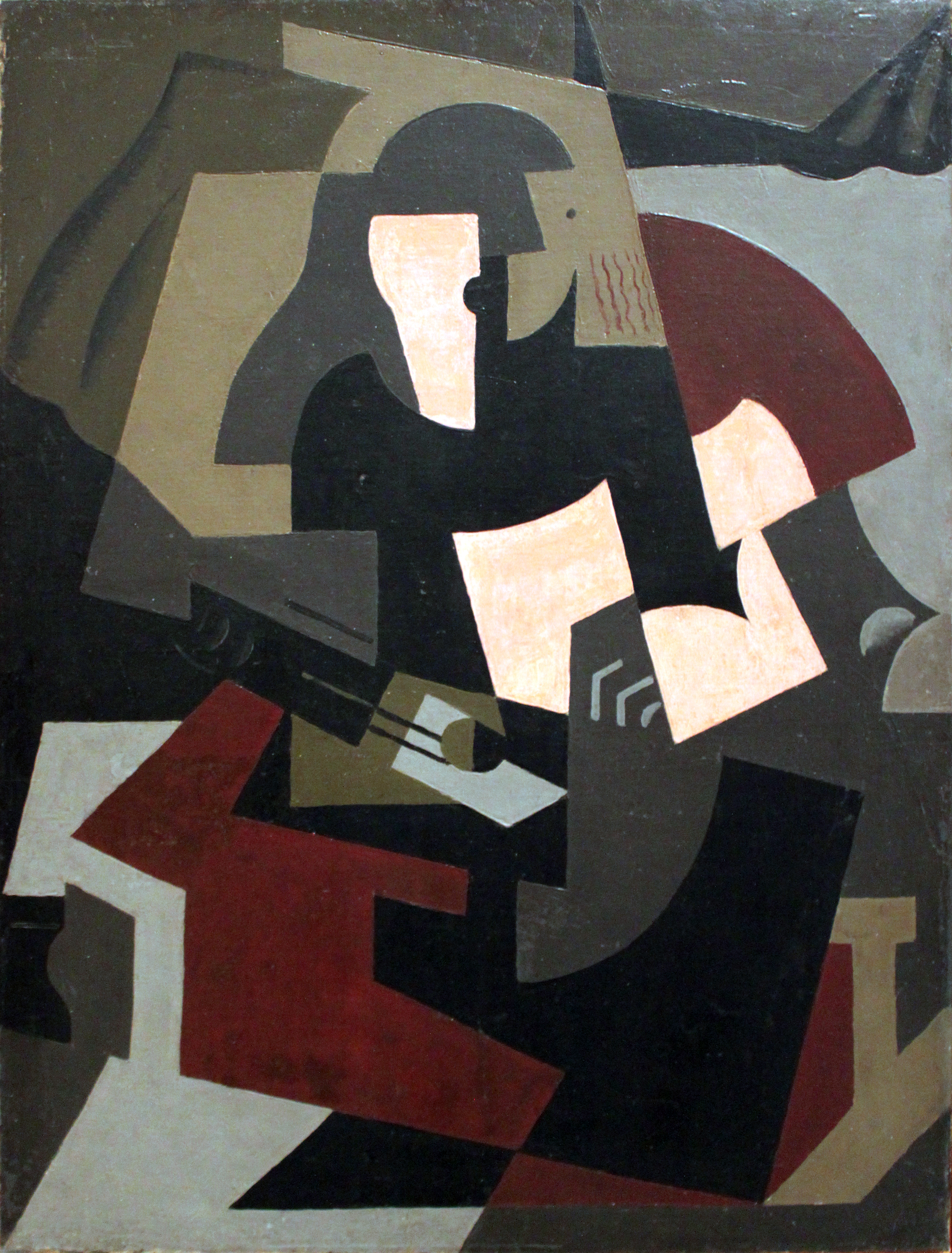
María Blanchard, 1917, Woman with guitar, tranh sơn dầu trên vải, 100 x 72 cm
Joan Miró, 1918, La casa de la palmera (House with Palm Tree), tranh sơn dầu trên vải, 65 x 73 cmJoan Miró, 1918, La casa de la palmera (House with Palm Tree), tranh sơn dầu trên vải, 65 x 73 cm
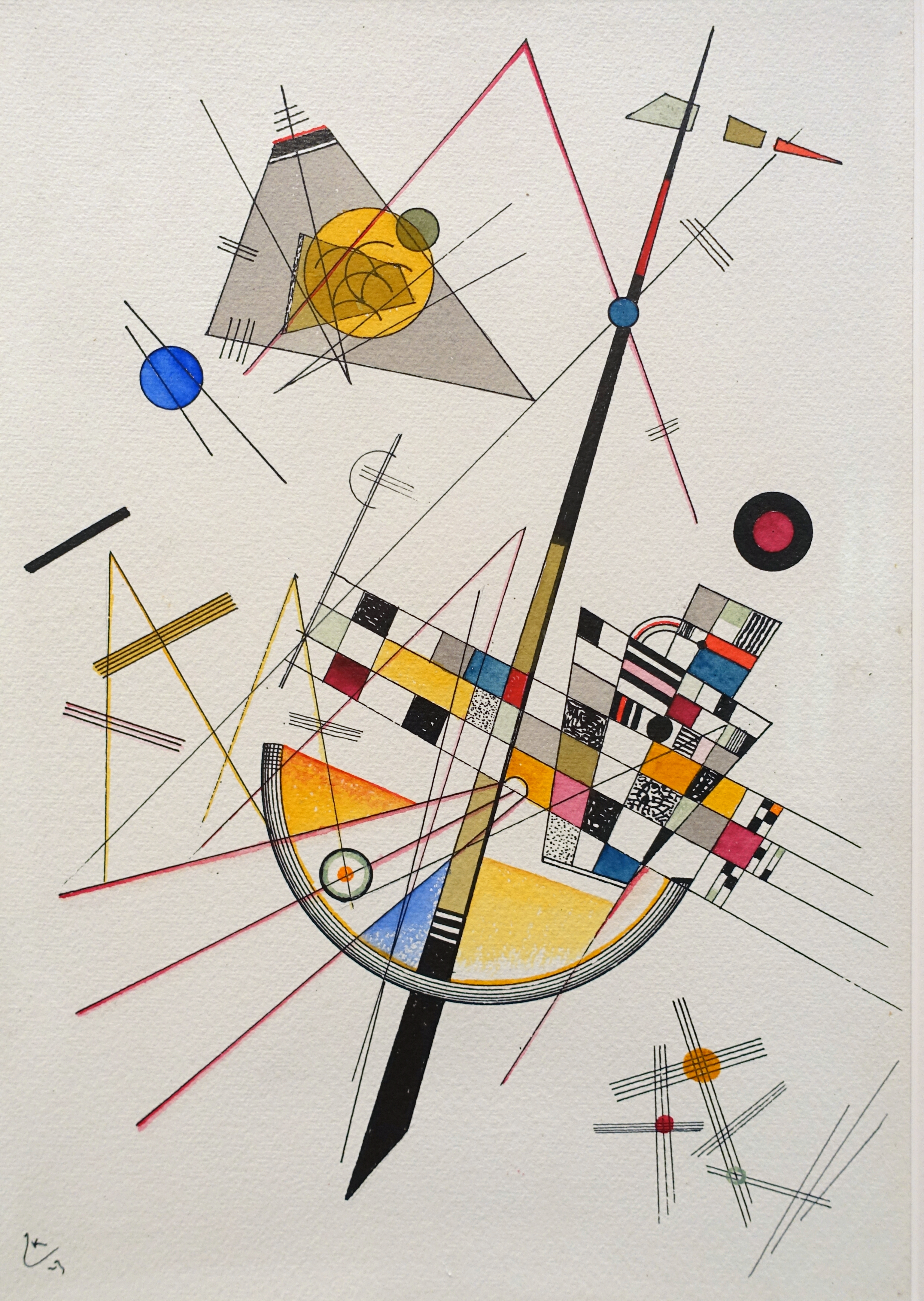
Wassily Kandinsky, 1923, Delicate Tension, watercolor and ink on paper
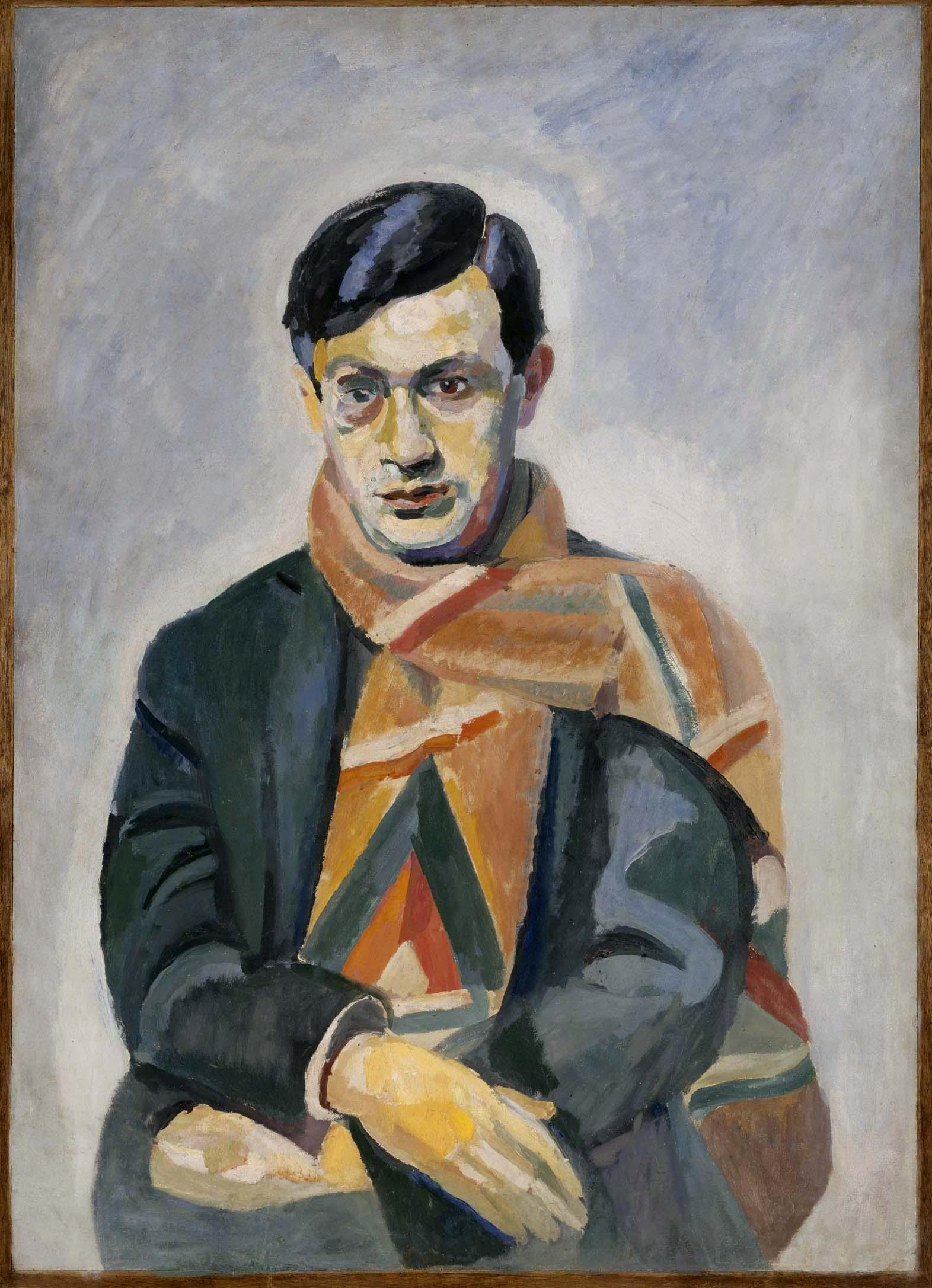
Robert Delaunay, 1923, Portrait of Tristan Tzara, tranh sơn dầu trên bìa cứng, 104.5 x 75 cm
Paul Klee, 1927, Omega 5, Dummy, tranh sơn dầu trên vải được gắn trên bìa cứngPaul Klee, 1927, Omega 5, Dummy, tranh sơn dầu trên vải được gắn trên bìa cứng